# Architectonica nobilis
La especie de caracol marino Architectonica nobilis es un molusco gasterópodo de la familia Architectonicidae. En México se le conoce comúnmente como gorrito chino o caracol reloj de sol.

## Clasificación y descripción
Esta especie presenta una concha gruesa de color amarillo. Tiene manchas grandes por debajo de la sutura. La escultura presenta de cuatro a cinco cordones en espiral, en forma de rosario Cuenta con un ombligo redondo y profundo, bordeado por un cordón grueso. Tiene un opérculo córneo de color marrón. La concha de esta especie alcanza hasta los 50 mm de diámetro.

## Distribución
Architectonica nobilis se distribuye desde de Carolina del Norte a Florida, Texas y las Antillas. En México se localiza desde Matamoros a Veracruz y Campeche.
Architectonica nobilis Röding, 1798.JPG

## Ambiente
Este gasterópodo habita en aguas moderadamente someras, en donde se entierra en la arena.

## Estado de conservación
Hasta el momento en México no se encuentra en ninguna categoría de protección, ni en la Lista Roja de la IUCN (International Union for Conservation of Nature) ni en CITES (Convención sobre el Comercio Internacional de Especies Amenazadas de Fauna y Flora Silvestres). Las conchas de Architectonica nobilis son comercializadas en diversos mercados.